# Fòrum Impulsa
El Fòrum IMPULSA és un esdeveniment organitzat per la FPdGi que es va celebrar anualment a l'Auditori de Girona els anys 2010, 2011, 2012, 2013, 2014 i 2015. L'objectiu era oferir un espai d'oportunitats perquè els joves perdessin la por a emprendre i a compartir les seves idees. Més de 5.000 joves van poder compartir en les diferents edicions del Fòrum les seves idees i projectes, adquirir experiència, parlar amb professionals i emprenedors consolidats, explorar les seves habilitats personals i professionals i desenvolupar les capacitats emprenedores.